# Švédsko na Letních olympijských hrách 1960
Švédsko na Letních olympijských hrách 1960 v italském Římě reprezentovalo 134 sportovců, z toho 115 mužů a 19 žen. Nejmladším účastníkem byl Jane Cederqvist (15 let, 62 dní), nejstarším pak Henri Saint Cyr (58 let, 175 dní). Reprezentanti vybojovali 6 medailí, z toho 1 zlatou, 2 stříbrné a 3 bronzové.

## Medailisté
| Medaile | Jméno                                | Sport      | Disciplína            |
| ------- | ------------------------------------ | ---------- | --------------------- |
| Zlato   | Sven-Olov Sjödelius Gert Fredriksson | Kanoistika | Muži K2 1000 m        |
| Stříbro | John Ljunggren                       | Atletika   | Muži chůze 50 km      |
| Stříbro | Jane Cederqvist                      | Plavání    | Ženy 400 m volný styl |
| Bronz   | Gert Fredriksson                     | Kanoistika | Muži K1 1000 m        |
| Bronz   | Gustav Freij                         | Zápas      | řecko-římský do 67 kg |
| Bronz   | Hans Antonsson                       | Zápas      | volný styl do 79 kg   |